# Општина Глоговац
Општина Глоговац је општина у Републици Србији, у АП Косово и Метохија, која припада Косовском управном округу. Површина општине је 290 km². У општини, по првим резултатима пописа становништва 2011. године на Косову, живи 58.579 становника.

## Насељена места
| - Бањица - Бериша - Васиљево - Врбовац - Вучак - Гладно Село - Глобаре - Глоговац - Годанце - Горња Коретица - Горња Фуштица - Горње Обриње | - Горњи Жабељ - Градица - Доброшевац - Доманек - Доња Коретица - Доња Фуштица - Доњи Жабељ - Кишна Река - Коморане - Крајково - Лапушник - Ликошане - Негровце | - Нековце - Ново Чикатово - Орлате - Поклек - Полужа - Станковце - Старо Чикатово - Трдевац - Трпеза - Трстеник - Штрбулово - Штутица |